# Ceratostigma
Ceratostigma (del griego Κερατόστιγμα) o cerato es un género con ocho especies de plantas perteneciente a la familia Plumbaginaceae; es nativo de las regiones templadas y tropicales de África y Asia.

## Descripción
Son plantas herbáceas o arbustos pequeños de 0,3-1 m de altura.  Las hojas están dispuestas en espiral, son simples, de 1-9 cm de largo, generalmente con un margen peludo. Algunas de las especies son perennes, otras de hoja caduca.  Las flores se producen en una inflorescencia compacta, cada flor con cinco corolas lobuladas, el color de la flor varía desde azil pálido a azul oscuro o rojo-púrpura.  El fruto es una pequeña cápsula erizada que contiene una semilla única.

## Especies
- Ceratostigma abyssinicum (Hochst.) Schwein. & Asch.
- Ceratostigma asperrimum Stapf ex Prain
- Ceratostigma griffithii C.B.Clarke
- Ceratostigma minus Stapf ex Prain
- Ceratostigma plumbaginoides Bunge
- Ceratostigma stapfianum Hosseus
- Ceratostigma ulicinum Prain
- Ceratostigma willmottianum Stapf

## Fitoquímica
La investigación fitoquímica de Ceratostigma willmottianum para compuestos bioactivos llevó a la identificación de varios compuestos: plumbolactonas A y B, ácido plumbágico, isoshinanolona, epiisoshinanolona, plumbagina, N-trans-cafeoiltiramina, N-trans-feruloiltiramina, miricetina, quercetina, ácido vainillínico, ácido siríngico, ácido cafeico, y 6,7-dihidroxicumarina.

## Cultivo y usos
C. plumbaginoides se cultiva como planta ornamental en jardines por sus flores de color azul pálido y las hojas que en otoño toman el color rojo brillante.